# Nikkel(II)jodide
Nikkel(II)jodide is het nikkelzout van waterstofjodide, met als brutoformule NiI2. De stof komt voor als een blauw-zwart kristallijn poeder, dat zeer goed oplosbaar is in water. Een oplossing in water is donkergroen gekleurd, doordat de nikkelionen gehydrateerd worden.

## Synthese
Nikkel(II)jodide wordt bereid door een reactie van nikkel(II)oxide, nikkel(II)hydroxide of nikkel(II)carbonaat met waterstofjodide:
{\displaystyle \mathrm {NiO\ +\ 2\ HI\ \longrightarrow \ NiI_{2}\ +\ H_{2}O} }
{\displaystyle \mathrm {Ni(OH)_{2}\ +\ 2\ HI\ \longrightarrow \ NiI_{2}\ +\ 2\ H_{2}O} }
{\displaystyle \mathrm {NiCO_{3}\ +\ 2\ HI\ \longrightarrow \ NiI_{2}\ +\ H_{2}O\ +\ CO_{2}} }
Een tweede methode gaat uit van het pentahydraat.

## Toepassingen
Nikkel(II)jodide wordt in op grote schaal gebruikt als katalysator bij industriële carbonyleringen. Samen met samarium(II)jodide wordt het vaak gebruikt als reagens bij organische syntheses.